# Charles Dobson
Charles « Charlie » Dobson, né le 20 octobre 1999 à Colchester, est un athlète britannique, spécialiste du 200 et du 400 mètres. 

## Biographie

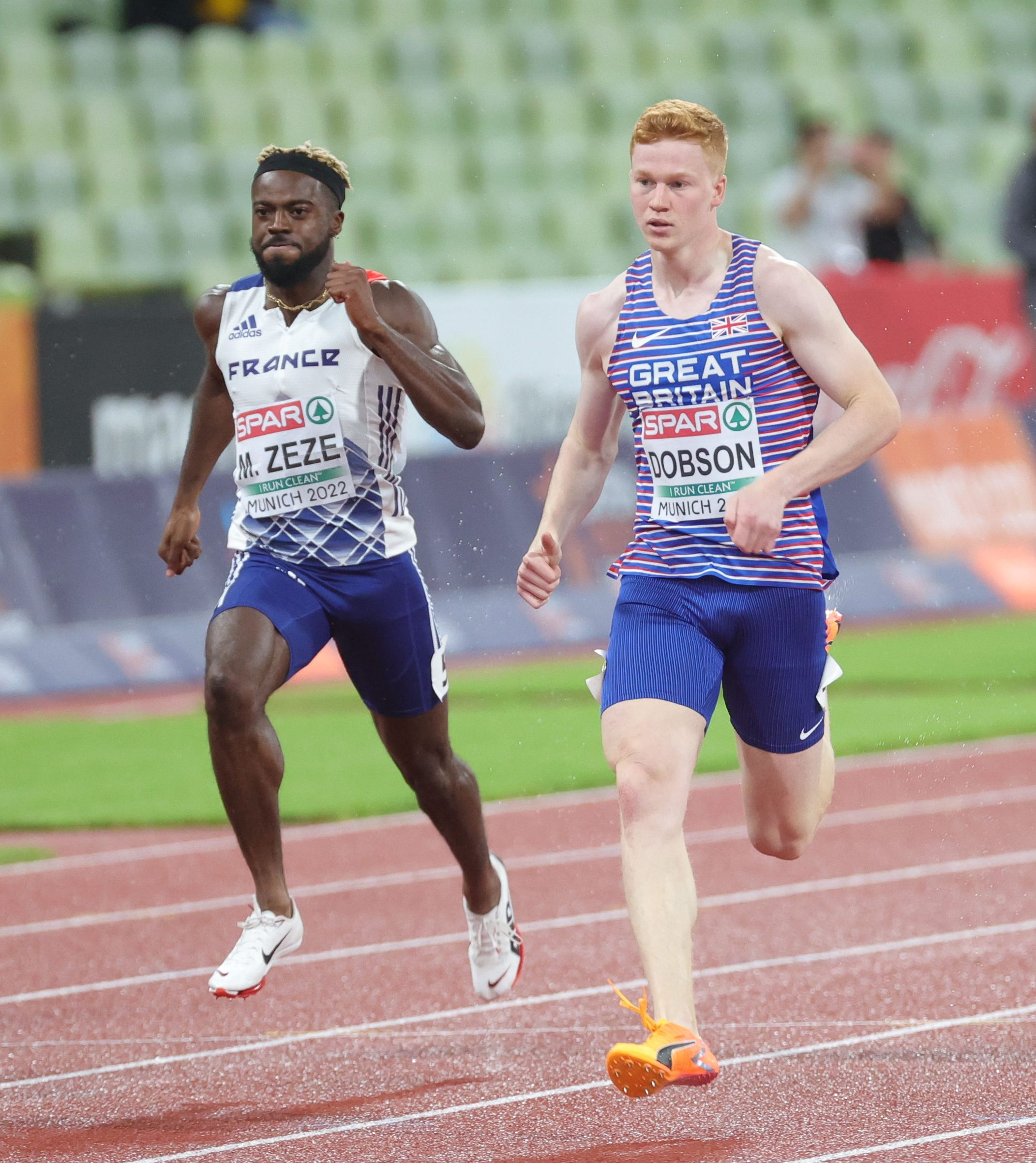
Charles Dobson lors des championnats d'Europe 2022.

Lors des championnats du monde juniors 2018, à Tampere en Finlande, Charles Dobson remporte la médaille d'argent du 200 m, devancé par son compatriote Jona Efoloko.
Le 15 avril 2022 à Gainesville, il porte son record personnel du 200 m à 20 s 19. Il égale ce temps le 10 juin 2023 à Genève.
Quatrième de l'épreuve du 200 m, il remporte la médaille d'or du relais 4 × 400 m lors des championnats d'Europe 2022 à Munich, en compagnie de Matthew Hudson-Smith, Lewis Davey et Alex Haydock-Wilson, dans le temps de 2 min 59 s 35.
Lors des championnats du monde 2023 à Budapest, il se classe troisième du relais 4 × 400 m masculin aux côtés de Alex Haydock-Wilson, Lewis Davey et Rio Mitcham, l'équipe britannique étant devancée par les États-Unis et la France
Le 15 mai 2024 au cours du meeting de Savone, Charles Dobson descend pour la première fois sous les 45 secondes sur 400 m en 44 s 46, améliorant de près d'une demi-seconde son record personnel. Il fait partie du relais olympique du 4 × 400 m qui décroche la médaille de bronze, avec ses coéquipiers Alex Haydock-Wilson, Matthew Hudson-Smith et Lewis Davey, en battant le record d'Europe qui datait des Jeux olympiques d'Atlanta en 1996, au cours desquels la Grande-Bretagne avait pris la médaille d'argent en 2 min 56 s 60. 

## Palmarès
| Date | Compétition                   | Lieu     | Résultat | Épreuve   | Temps         |
| ---- | ----------------------------- | -------- | -------- | --------- | ------------- |
| 2018 | Championnats du monde juniors | Tampere  | 2e       | 200 m     | 20 s 57       |
| 2022 | Championnats d'Europe         | Munich   | 4e       | 200 m     | 20 s 34       |
| 2022 | Championnats d'Europe         | Munich   | 1er      | 4 x 400 m | 2 min 59 s 35 |
| 2023 | Championnats du monde         | Budapest | 3e       | 4 × 400 m | 2 min 58 s 71 |
| 2024 | Championnats d'Europe         | Rome     | 2e       | 400 m     | 44 s 38       |
| 2024 | Jeux olympiques               | Paris    | 3e       | 4 × 400 m | 2 min 55 s 83 |

## Records
| Épreuve | Temps   | Lieu               | Date                       |
| ------- | ------- | ------------------ | -------------------------- |
| 200 m   | 20 s 19 | Gainesville Genève | 15 avril 2022 10 juin 2023 |
| 400 m   | 44 s 14 | Londres            | 19 juillet 2025            |